# 激光电视

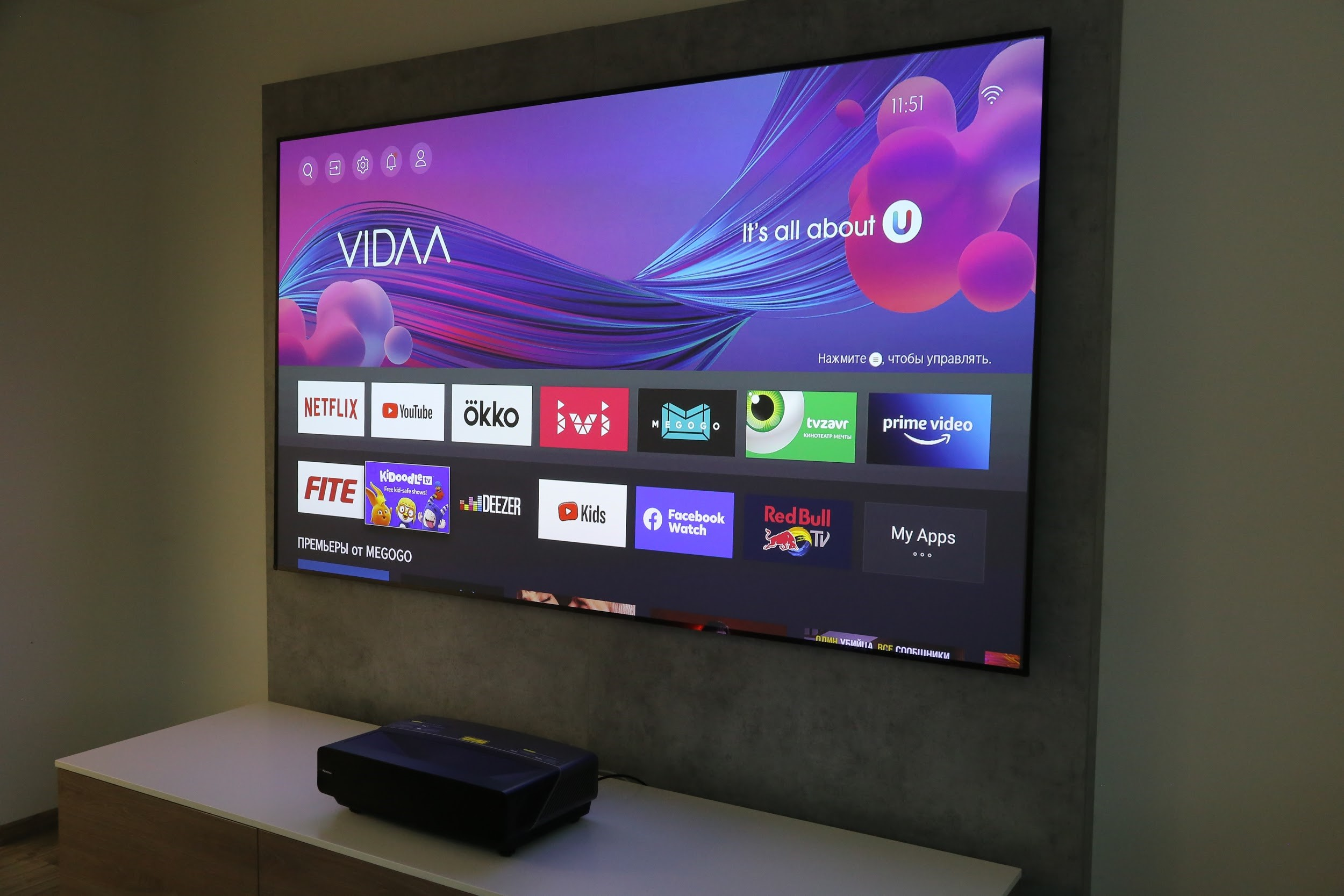
激光电视（Laser TV）是一种利用激光的投射而形成图像的显示技术

激光电视（Laser TV）是一种利用激光的投射而形成图像的显示技术。
2007年6月，中视中科光电技术有限公司推出全球最大的120英寸激光电视机高清激光彩电。
激光电视采用先进的ALPD激光显示技术，应用独特的荧光器件，将高能激光束高效地转化为可以直视的图像，让观众可以享受激光所带来的绚丽色彩和灵动画面。